# سكانيللو
سكانيللو هيبلدية (كوميون) في مقاطعة كونيو في منطقة بيدمونت الإيطالية، وتقع على بعد نحو 80 كيلومتر (50 ميل) جنوب شرق تورينو ونحو 35 كيلومتر (22 ميل) شرق كونيو. اعتبارًا من 31 ديسمبر 2004، كان عدد سكانها 209 نسمة ومساحتها 9.0 كيلومتر مربع (3.5 ميل2).
تقع سكانيللو على حدود البلديات التالية: باتيفوللو، تشيفا، ليسيو، مومباسيليو، موناستيرولو كاسوتو. وهي تنتمي لقرى فال مونيا.
سكانيللو تعني "الجمارك". كانت سكانيللو حجر الزاوية على طريق الملح القديم من جنوة إلى ميلانو. أبيدت معظم ثروتها خلال المرحلة النابليونية من الاحتلال والدمار. لكن لا تزال أنقاض القلاع القديمة توثق القوة السابقة ولا شي آخر. في المنزل القديم الذي لا يزال موجودًا حاليًا، يوجد لوحة جدارية مفهرسة من القرن الخامس عشر.